# Illa i galatxo de Benifallet
L'illa i galatxo de Benifallet és un dels espais del complex de zones humides de les Illes de l'Ebre. L'Illa de Benifallet es troba al municipi de Benifallet, al marge dret de l'Ebre i amb una extensió és d'unes 4,8 hectàrees. La carretera C-230 passa just pel davant i ofereix bones perspectives d'aquest espai.
Com en la majoria d'illes de l'Ebre, el marge que dona al braç principal del riu està sotmès a l'embat de l'aigua i s'hi troben platges de llims i còdols, desproveïdes de vegetació. El marge de l'illa que delimita el galatxo -el braç estret del riu i d'aigües més calmades, està colonitzat per canyissar i bogar amb herbassars de notable diversitat vegetal: joncs diversos (Juncus sp., Scirpus sp.), càrex (Carex sp.), lliris grocs (Iris pseudacorus), etc.
Les espècies més comunes són l'àlber (Populus alba) i els tamarius (Tamarix canariensis i Tamarix africana). A la part central, més elevada i més estable, s'hi fa una albereda (hàbitat d'interès comunitari, codi 92A0) i també un tamarigar (hàbitat, igualment, d'interès comunitari, codi 92D0).
Pel que fa a la fauna, l'illa acull nombroses poblacions d'ardèids, corbs marins i altres ocells. I és que el conjunt de les illes fluvials de l'Ebre representen un rosari de biòtops-pont que faciliten el desplaçament de multitud d'ocells de zones humides, des dels aiguamolls litorals -majoritàriament el delta de l'Ebre-, vers l'interior de la península Ibèrica.
Tot i que el seu estat de conservació és bo i no s'identifiquen impactes específics sobre l'espai, la problemàtica ambiental que podria tenir l'espai en un futur serà molt semblant a la resta d'espais del complex de zones humides de les Illes de l'Ebre. És per aquest motiu que convindria plantejar-se la seva gestió i conservació de forma global. L'espai de l'illa i galatxo de Benifallet forma part de l'espai de la Xarxa Natura 2000 ES5140011 "Sistema prelitoral meridional".